# Xavier Duvet
Pour les articles homonymes, voir Duvet.
Xavier Duvet, né en 1964 à Paris, est un artiste indépendant français, inscrit à la Maison des artistes en tant que dessinateur de bande dessinée et illustrateur pour la publicité. 

## Biographie
Successivement maquettiste, concepteur graphique, directeur artistique, web designer, Xavier Duvet a travaillé pour des clients tels que Le Figaro, Casus Belli, Penthouse, la société Zippo et l’industrie du textile.
Outre des publicités et des bandes dessinées (principalement érotiques et pornographiques), il réalise également logos, design de site web, posters, illustrations...
Son style hyper-réaliste est le résultat d’une technique de peinture à l’aérographe.

## Œuvres
- L’Initiation de Chris (CAP, 1993)
- La Chatte (IPM, 2002)
- Discipline (IPM, rééd. éditions Tabou) : série de bande dessinée sado-masochiste
  1. Maîtresse Dominique (1995)
  2. Soumise Anna L. (1999)
  3. Sluts en stock (2004) :: une version en ligne sur le site de l'auteur propose 46 pages de bonus
- TransFrancisco (éditions Tabou) : série de bande dessinée racontant les mésaventures et transformations d'hommes en soubrettes au service de femmes dominatrices. Une version en ligne sur le site de l'auteur propose 119 pages de bonus.
  1. Fondation (2007)
  2. Expansion (2007)
- Le Journal d’une soubrette[2] (éditions Tabou, 2007) : album racontant les mésaventures érotiques d'une jeune fille en 1950 aux États-Unis.
- Rêveries (éditions Tabou, 2010) : courts récits onirique et érotique dérivés de l’histoire d’Alice au pays des merveilles.
- Féminisation, le Prix de la lingerie (2007) : une version en ligne sur le site de l'auteur propose 40 pages de bonus
- Féminisation, la Douce Heure des bas (2009) : une version en ligne sur le site de l'auteur propose 40 pages de bonus
- Féminisation, le doigt sur la couture (2013) : une version en ligne sur le site de l'auteur propose 40 pages de bonus
- Les maîtresses (éditions Tabou)
  1. Leçons de prédatrices (2011) : une version en ligne sur le site de l'auteur propose 37 pages de bonus
- Catlady  (éditions Tabou, 2012) : réédition de La Chatte (IPM, 2002) dans une nouvelle édition remastérisée [3],[4].
- Les soumises[5] (éditions Tabou, 2015) : deux récits où il est question de soumission.
- « Les Dessous artistiques de Xavier Duvet - Fetish et Graphic Artist »[6], (éditions Tabou, 2015) : artbook.
- Cloitrée[7], (éditions Tabou, 2017) : une belle veuve quadragénaire initie sa belle et jeune colocataire à la soumission et l'oblige à se prostituer.
- Femmes toujours...[8], (éditions Tabou, 2018) : artbook.
- Fetish Girls portfolio en tirage limité  - publié par l'auteur.
- Supergirls portfolio en tirage limité  - publié par l'auteur.
- Dark Ladies album en tirage limité (recueil de pin-up) - publié par l'auteur.
- Féminisation et autres histoires de domination album en tirage limité (2 éditions) - publié par l'auteur.
- Dominations femmes de caractère album en tirage limité - publié par l'auteur.
- Huit jours par semaine album en tirage limité - publié par l'auteur.
- Chris &Betty album en tirage limité - publié par l'auteur.
- The white ghost comics (2 numéros) - publié par l'auteur.
- Darker Ladies album en tirage limité (suite de Dark ladies) - publié  par l'auteur.
- Darkest ladies - publié par l’auteur
- More dark ladies- publié par l’auteur
- Pour une paire de bas nylon, album en tirage limité - publié par l’auteur
- Astuces de féminisation , album en tirage limité - publié par l’auteur
- Les féminisatrices - edition augmentée  de « féminisation et autres histoires… » 140 pages